# (10560) Michinari
(10560) Michinari (1993 TN) – planetoida z pasa głównego asteroid okrążająca Słońce w ciągu 3,61 lat w średniej odległości 2,35 j.a. Odkryta 8 października 1993 roku.